# Distrito electoral de Washington (Illinois)
Washington (en inglés: Washington Precinct) es un distrito electoral ubicado en el condado de Massac en el estado estadounidense de Illinois. En el Censo de 2010 tenía una población de 989 habitantes y una densidad poblacional de 9,6 personas por km².

## Geografía
Washington se encuentra ubicado en las coordenadas 37°13′20″N 88°37′51″O / 37.22222, -88.63083. Según la Oficina del Censo de los Estados Unidos, Washington tiene una superficie total de 102.98 km², de la cual 102.09 km² corresponden a tierra firme y (0.87%) 0.9 km² es agua.

## Demografía
Según el censo de 2010, había 989 personas residiendo en Washington. La densidad de población era de 9,6 hab./km². De los 989 habitantes, Washington estaba compuesto por el 96.16% blancos, el 0.71% eran afroamericanos, el 0.1% eran amerindios, el 0.1% eran asiáticos, el 0% eran isleños del Pacífico, el 1.01% eran de otras razas y el 1.92% pertenecían a dos o más razas. Del total de la población, el 2.33% eran hispanos o latinos de cualquier raza.